# 開かれた上扉による若い女性
『開かれた上扉による若い女性』（ひらかれたうえとびらによるわかいじょせい、蘭: Vrouw bij een deuropening、独: Junge Frau an geöffneter Obertür、英: Young Woman at an Open Upper Door）は、17世紀オランダ黄金時代の巨匠レンブラント・ファン・レインが1654-1657年に制作した肖像画である。絵画は『開かれた上扉によるヘンドリッキエ・ストッフェルス』（ひらかれたうえとびらによるヘンドリッキエ・ストッフェルス、英: Hendrickje Stoffels at an open half-door）、あるいは『窓の中のヘンドリッキエ・ストッフェルス』（まどのなかのヘンドリッキエ・ストッフェルス、英: Hendrickje Stoffels in the Window）とも呼ばれ、かつてはこうした題名で知られていた。1879年にパリの画商から購入され、現在、ベルリン絵画館に所蔵されている。

## 作品

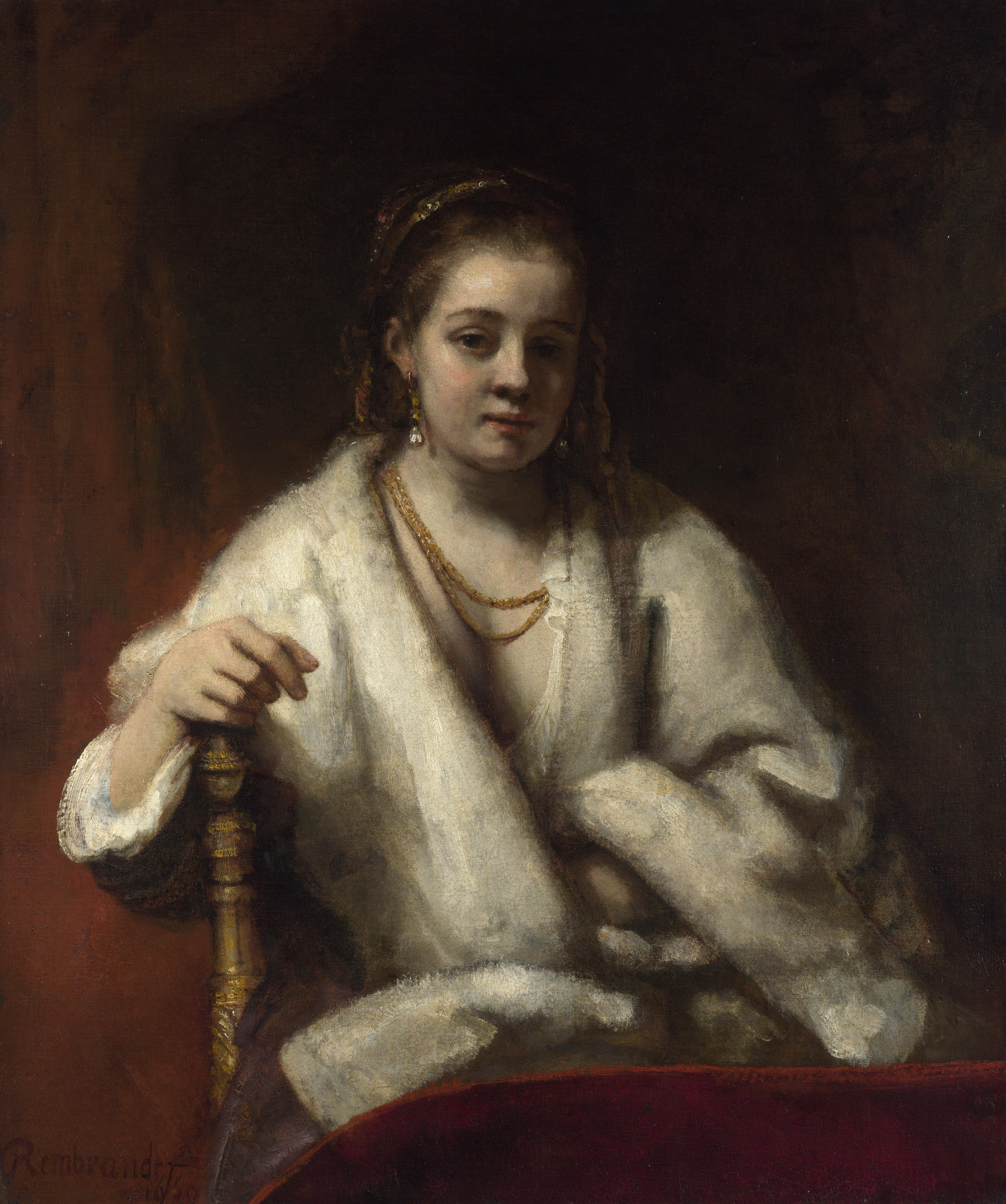
レンブラント 『ヘンドリッキエ・ストッフェルスの肖像』（1654-1656年） ナショナル・ギャラリー (ロンドン)

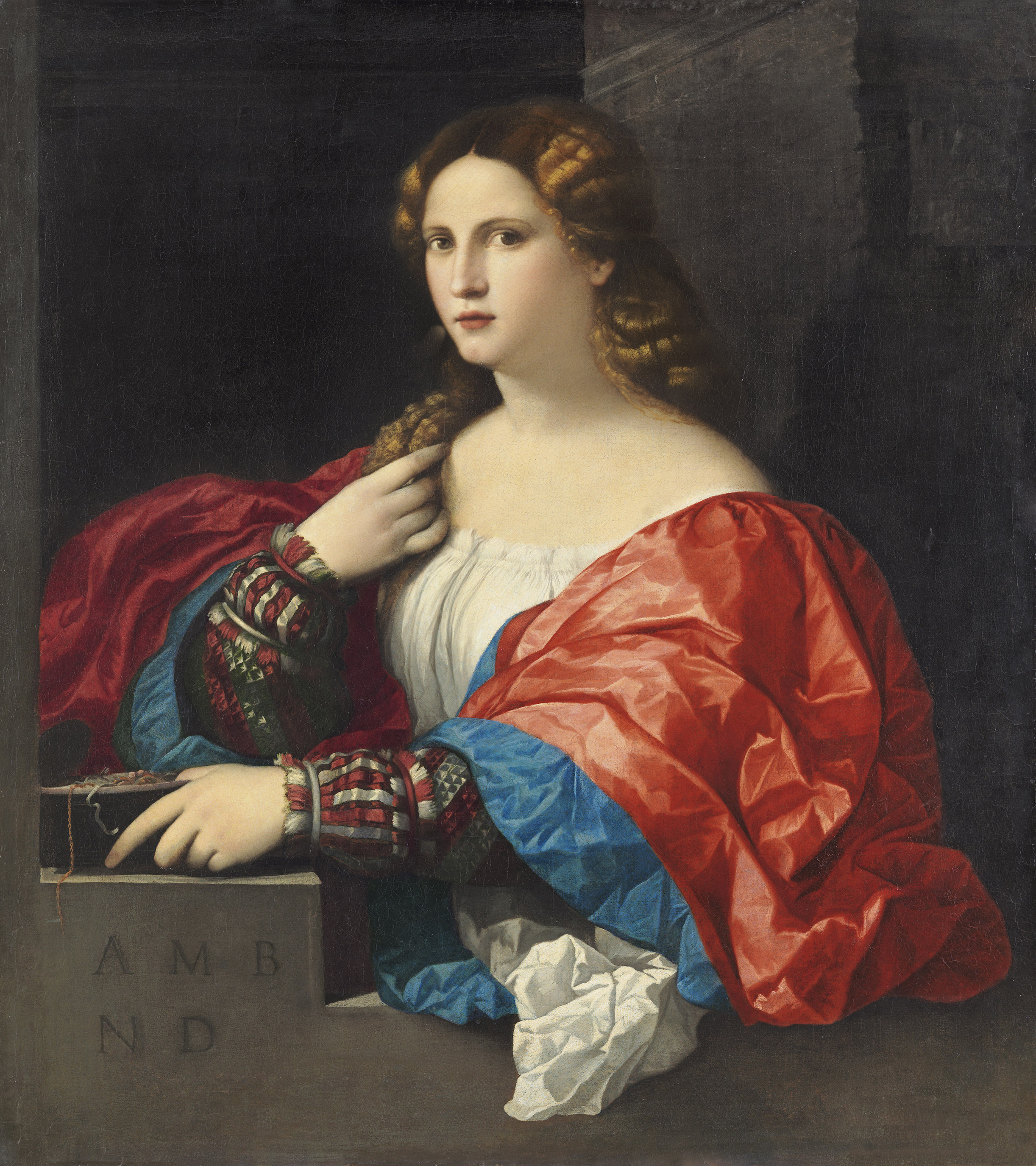
パルマ・イル・ヴェッキオ 『ラ・ベッラ』（1518-1520年ごろ） ティッセン＝ボルネミッサ美術館、マドリード

半開きの扉に寄りかかった女性が首をやや傾げつつ、親しみを込めた眼差しで鑑賞者を見つめている。気取らないポーズと部屋着 (部分的に深紅色で、胸を露わにする白い肌着の上にさりげなく羽織られている) により、彼女と画家が親し気な間柄であることが仄めかされている。
女性は、レンブラント晩年の伴侶となったヘンドリッキエ・ストッフェルス (1625/26-1663年) であると特定された。レンブラントが彼女をほかの絵画のモデルにしていることで、この解釈は裏づけられる。
1649年以降、レンブラントを助けたヘンドリッキエは彼の実質的な妻であり、レンブラント家の主婦であった。レンブラントの最初の妻サスキア・ファン・アイレンブルフが派手好きで華やかな存在であったのに対し、ヘンドリッキエは慎ましやかで思いやりに満ちた女性であった。世間的な面で苦労の多かった晩年のレンブラントにとって、彼女の存在は何よりも大きな慰めと安らぎを与えてくれたに違いない。レンブラントはもともと女中であった彼女を卑しい存在として扱ったが、絵画では見事に表現した。本作で、彼女は思慮深い姿で提示されている。
この女性像は、レンブラントがイタリア・ルネサンス期のヴェネツィア派の画家パルマ・イル・ヴェッキオの娼婦の肖像をよく知っていたことを示す。本作の科学的調査は、画家が女性の右腕の動きをだんだんと変更したことを明らかにしている。女性の鎖の上のリング (または鍵) は彼女に結婚した女性、あるいは主婦としての地位を与えているが、娼婦のようなポーズは教会に認められない婚外関係を反映しているのである。
暗色の背景の上に浮かび上がる白、黄、鮮やかな赤の配色、そしてゆったりとした厚塗りのタッチは、レンブラント晩年の作風を示している。